# Ono (Fukushima)
Ono (小野町?) è una cittadina giapponese della prefettura di Fukushima.